# 东升站 (成都市)
东升站是成都地铁3号线的一座车站，位于成都市双流区。东升站为地下岛式站台车站，2018年12月26日开通。

## 车站结构

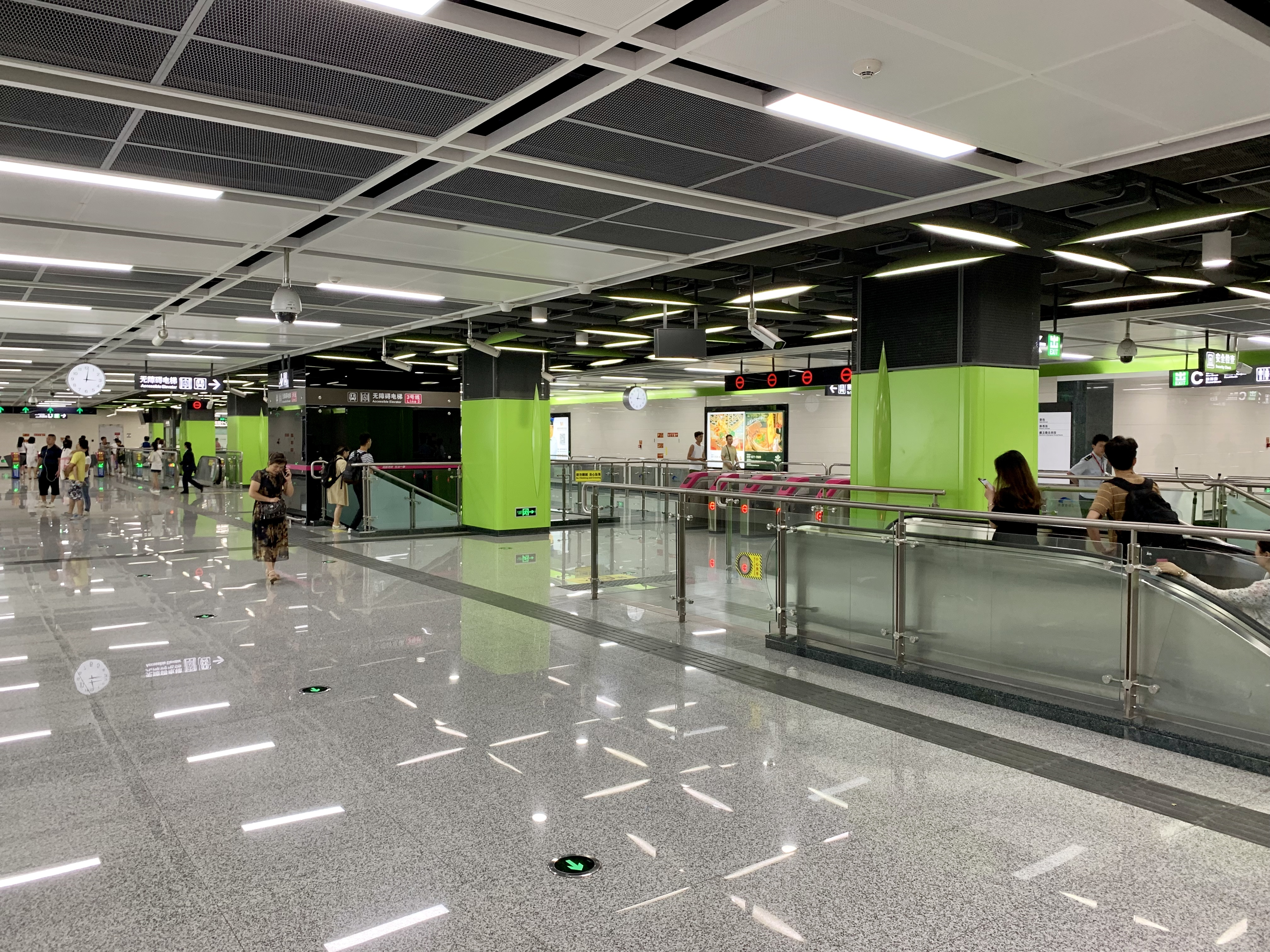
站厅层
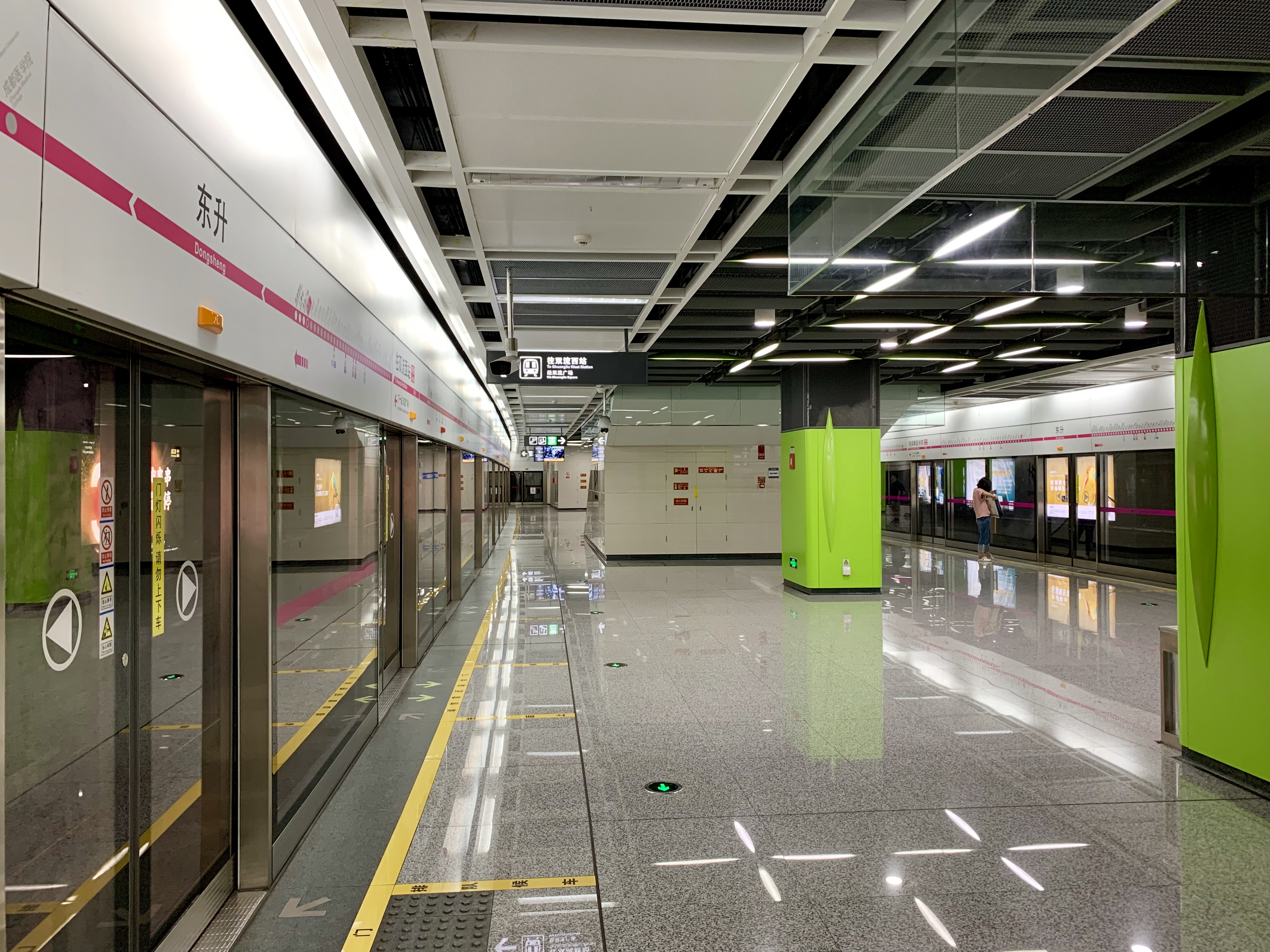
站台层

东升站是一个地下岛式站台车站。
| 地面      |                                      | 出入口                               |  |
| 地下 一层 | 站厅层                               | 安检、售票机、站内商店               |  |
| 地下 二层 |                                      | 3号线列车往成都医学院方向 （迎春桥） |  |
| 地下 二层 | 岛式站台，左边车门将会开启           |                                      |  |
| 地下 二层 | 3号线列车往双流西站方向 （双流广场） |                                      |  |

- 站厅层
- 站台层

## 内装与公共艺术
本站是3号线二三期11个标准站之一。包括该站在内的3号线二期双流区站点以茶包、茶叶为主要设计元素，在立柱和天花板照明设施上融入茶叶形态，并以绿色作为车站主色调。体现了成都作为茶马古道起点悠久的农耕文化和茶文化。

## 出入口信息
本站目前开放5个出入口。
| 出口编号     | 设施                    | 地点         | 可到达目的地                       |
| ------------ | ----------------------- | ------------ | ---------------------------------- |
|              |                         |              |                                    |
|              |                         | 三强西路     | 双流大市场、公交双流大市场站       |
| 出口 · B     |                         | 藏卫路北四段 | 王府花园、公交藏卫路弘民路口站     |
| 出口 · C     | 无障碍电梯 无障碍卫生间 | 藏卫路北四段 | 公交淳化街站、公交藏卫路弘民路口站 |
| 出口 · D · 1 |                         | 棠湖东路二段 | 英邦百货、公交双流大市场站         |
| 出口 · D · 2 |                         | 藏卫路中段   | 英邦百货、公交双流大市场站         |